# Il mondo di Hercule Poirot
Il mondo di Hercule Poirot (titolo orig. The Under Dog and Other Stories) è una raccolta di racconti polizieschi scritta da Agatha Christie, pubblicata in volume nel 1951. È costituita da nove avventure che vedono come protagonista il celebre ed eccentrico investigatore belga Hercule Poirot, apparse in precedenza tra il 1923 e il 1926 su varie riviste inglesi.

## Racconti
- Una donna sa... (The Under Dog): Poirot indaga sulla morte di Sir Ruben Astwell.
- L'espresso per Plymouth (The Plymouth Express): una donna viene uccisa spietatamente su un treno diretto a Plymouth.
- Il ballo della Vittoria (The Affair at the Victory Ball): Lord Cronshaw viene accoltellato ad una festa e Poirot decide di indagare.
- Il mistero di Market Basing (The Market Basing Mystery): idea ripresa in "Delitto nei mews"
- L'eredità di Lemesurier (The Lemesurier Inheritance): Poirot indaga sulla strana maledizione che colpisce una ricca famiglia.
- Accadde in Cornovaglia (The Cornish Mystery): La signora Pengelley crede che suo marito la voglia avvelenare.
- Il re dei fiori (The King of Clubs): Poirot indaga sulla morte di un produttore cinematografico.
- I piani del sottomarino (The Submarine Plans): idea ripresa in "Furto incredibile"
- L'avventura della cuoca di Clapham (The Adventure of the Clapham Cook): Poirot indaga sulla scomparsa di una cuoca e di un impiegato di banca.

## Edizioni italiane
- Il mondo di Hercule Poirot, traduzione di Lidia Lax, Tutti i racconti di Agatha Christie vol. 8, Milano, Arnoldo Mondadori Editore, novembre 1981. - Collana Oscar Gialli n.244, Mondadori, 1991; Collana Oscar Narrativa n.1494 (Oscar Scrittori del Novecento), Mondadori, 1995, ISBN 978-88-045-1922-5; Edizione illustrata e annotata, Collezione Agatha Christie, Milano, CDE, 1999; Collana Oscar Gialli, Mondadori, 2019, ISBN 978-88-047-0985-5.